# 6.5mm Grendel
6.5毫米“格伦戴尔”弹（6.5mm Grendel），也称6.5×39毫米弹，是一款为AR-15平台步枪中/长程射击（200～800码距离）而设计的低后坐力、高精度中间型威力弹，由美籍英裔武器设计师比尔·亚历山大（Bill Alexander）、休斯顿的美国竞技射手阿恩·布伦南（Arne Brennan）和拉普阿公司的芬兰弹道学家简·珀尤伊斯帕（Janne Pohjoispää）共同合作在.220俄国弹（.220 Russian）的基础上研发而成，是6.5mm PPC的改进版设计。此弹于2003年5月在北卡罗来纳州的黑水训练场首次面世，在弹道性能超越7.62毫米北约弹的同时后坐力减半，并且可以在1,200 yd（1,100米）的距离上保持超音速。自问世以来，因为适用性较好已经延伸到在栓动步枪和AK枪族上使用。
“格伦戴尔”的名称是总部位于美国弗吉尼亚州拉德福市的亚历山大武器公司（Alexander Arms）的注册商标，源自八世纪的古英语长篇史诗《贝奥武夫》中的妖怪大反派。亚历山大公司之前也曾同样命名了其著名的.50英寸口径“贝奥武夫”弹（.50 Beowulf）。

## 研发历史
6.5毫米格伦戴尔弹的设计目的是为了能够为AR-15提供一款有效射程在200—800碼（180—730）、可以配在STANAG弹匣中使用、性能超过5.56mm NATO/.223 Rem的步枪弹。因为受到弹匣和枪机尺寸的限制，格伦戴尔弹的设计者决定使用较短较粗的弹壳来容纳更多推进药并同时保证可以使用狭长的流线型高弹道系数弹头。厂装弹药的弹头重量在90—129格令（5.8—8.4克）之间，枪口初速可以在使用129—130-格令（8.4—8.4-克）的弹头时达到2,500 ft/s（760 m/s），用90 gr（5.8 g）的弹头达到2,900 ft/s（880 m/s），接近使用77-格令（5.0-克）弹头的5.56 NATO弹药。根据弹壳和弹头材质的不同，格伦戴尔弹的总重量在14.7—17.8克（227—275格令）之间。
格伦戴尔弹的弹壳头直径与.220 Russian、7.62×39mm和6.5mm PPC相同，但是大于5.56mm NATO，因此需要使用非标准的AR-15栓头，同时也会稍微减少标准弹匣的弹容量。一個可裝30發的5.56×45mm NATO的STANAG弹匣只能容纳26发6.5mm格伦戴尔弹。

## 弹道性能

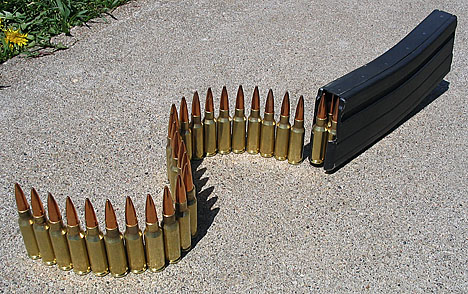
C-Products的26发“格伦戴尔”弹匣

格伦戴尔弹的定位在5.56mm NATO和7.62mm NATO之间，因为6.5毫米口径弹头的弹道系数较高，能在加长距离上保留更多的终端动能。比如，123 gr（8.0 g）弹头的格伦戴尔弹在1000米距离上的动能和穿甲性要优于更大更重的147 gr（9.5 g）M80弹。但为了能够获得优于7.62mm NATO的弹道性能，必须要使用长枪管和重弹头；而如果要用短枪管达到同样性能，弹头的重量就必须更重。

### 外弹道
| 弹头速度——24英寸（609.6毫米）枪管 | 弹头速度——24英寸（609.6毫米）枪管 | 弹头速度——24英寸（609.6毫米）枪管 | 弹头速度——24英寸（609.6毫米）枪管 | 弹头速度——24英寸（609.6毫米）枪管 | 弹头速度——24英寸（609.6毫米）枪管 | 弹头速度——24英寸（609.6毫米）枪管 |
|                                   | 弹头质量                          | 弹头质量                          | 枪口初速                          | 枪口初速                          | 1000米距离外速度                  | 1000米距离外速度                  |
| 格令（gr）                        | 克（g）                           | 英尺/秒（ft/s）                   | 米/秒（m/s）                      | 英尺/秒（ft/s）                   | 米/秒（m/s）                      |                                   |
| --------------------------------- | --------------------------------- | --------------------------------- | --------------------------------- | --------------------------------- | --------------------------------- | --------------------------------- |
| Lapua Scenar                      | 108                               | 7.0                               | 2,700                             | 820                               | 1,166                             | 355                               |
| Lapua Scenar                      | 123                               | 8.0                               | 2,620                             | 800                               | 1,222                             | 372                               |
| Lapua FMJBT                       | 144                               | 9.3                               | 2,450                             | 750                               | 1,213                             | 370                               |

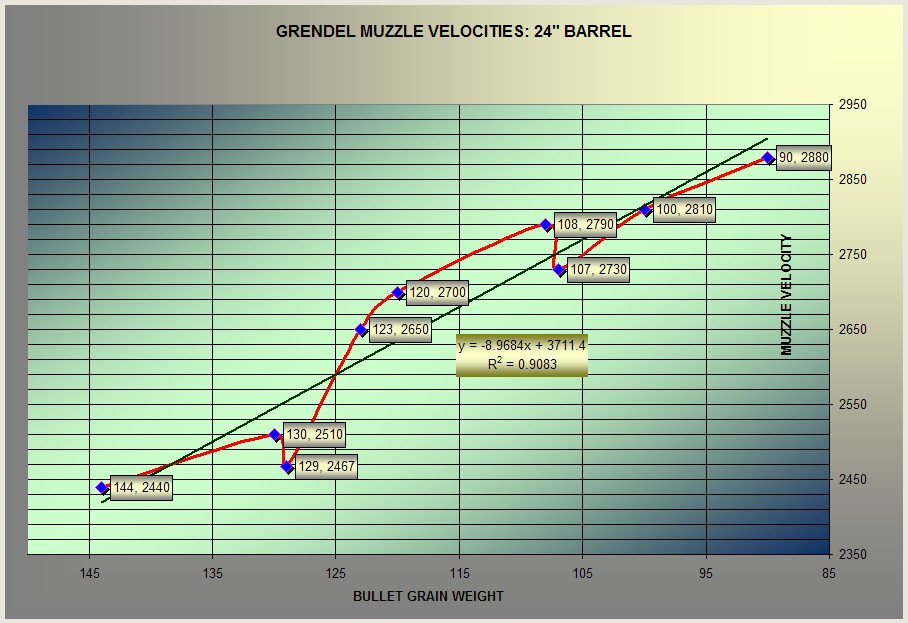
枪口初速变化与弹头重量的对比

如上所述，格伦戴尔弹的弹壳与.220俄国弹关系紧密。总体来说，弹头重量每增加一格令，枪口初速就会减少10.8英尺/秒（每增加一克减少6.1米/秒），枪管长度每增加一英寸就会减少20英尺/秒（每增加一厘米减少2.4米/秒），具体细节可以从亚历山大公司公布的标图中获得。

## 军用和警用
塞尔维亚目前正试用扎斯塔瓦武器公司（Zastava Arms）生产的一款使用格伦戴尔弹的步枪作为军队主力装备，而一款美制的6.5毫米格伦戴尔弹步枪在通过贝尔格莱德技术测试中心批准后也可能被特种部队采用，由乌日策第一游击队弹药厂（Prvi Partizan Užice，即PPU）生产的三款格伦戴尔弹药则会被测试给这些步枪使用。